# Alpi della Val di Non
Le Alpi della Val di Non (Nonsberg-Gruppe in tedesco) sono un gruppo montuoso delle Alpi Retiche meridionali, situate in Italia (Regione Trentino-Alto Adige) a sud-ovest di Bolzano, attraversate dalla Val di Non, da cui prendono il nome. La vetta più alta è la Punta di Quaira che raggiunge i 2.752 m s.l.m.

## Classificazione

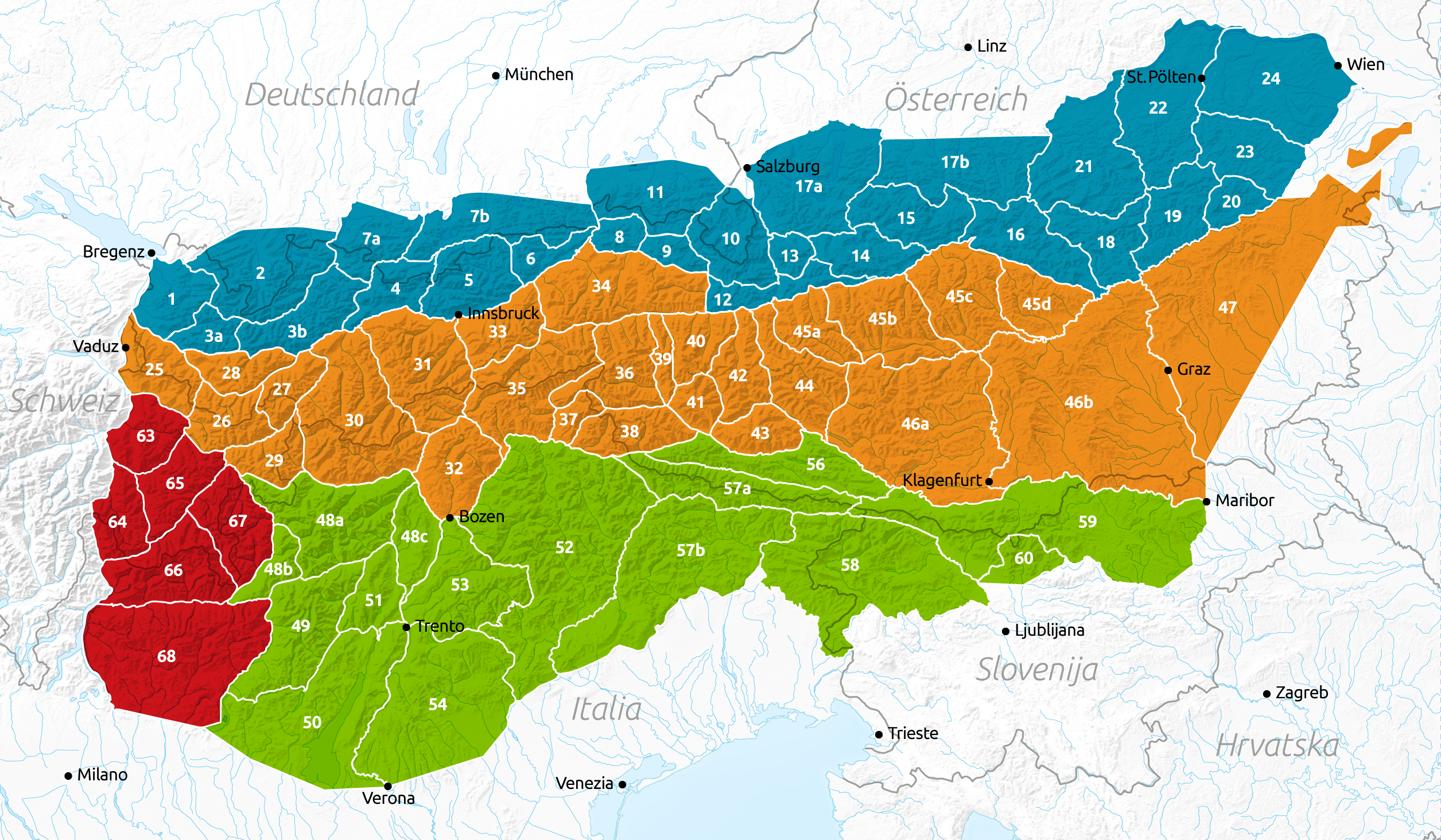
Le Alpi della Val di Non secondo l'AVE sono individuate dal numero 48c.

Secondo la SOIUSA esse sono una sottosezione alpina ed hanno la seguente classificazione:
- Grande parte = Alpi Orientali
- Grande settore = Alpi Sud-orientali
- Sezione = Alpi Retiche meridionali
- Sottosezione = Alpi della Val di Non
- Codice = II/C-28.II

Secondo l'AVE le Alpi della Val di Non non comprendono la Catena delle Maddalene e costituiscono il gruppo 48c di 75 nelle Alpi Orientali.

## Geografia
Confinano:

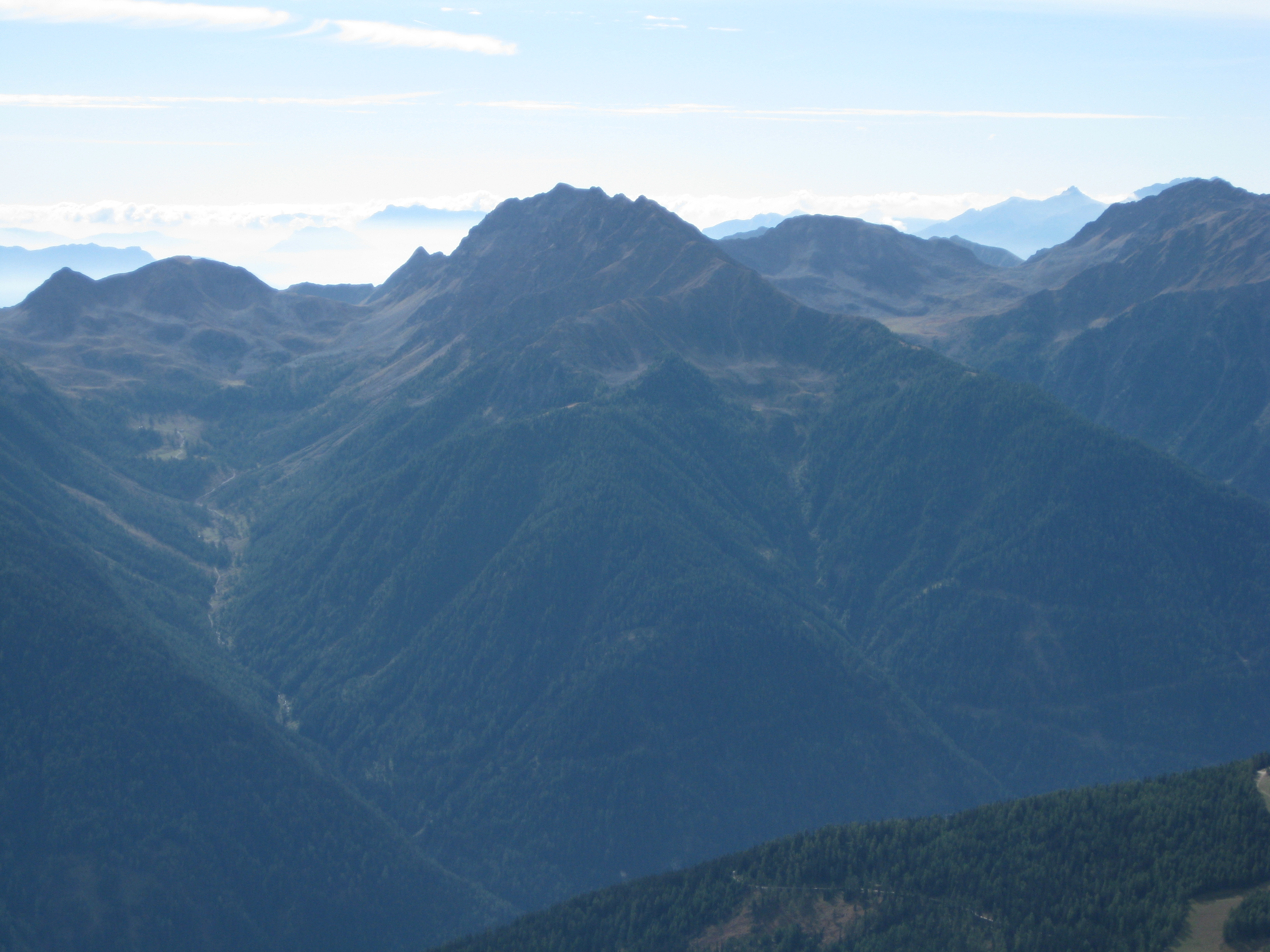
Cima Olmi

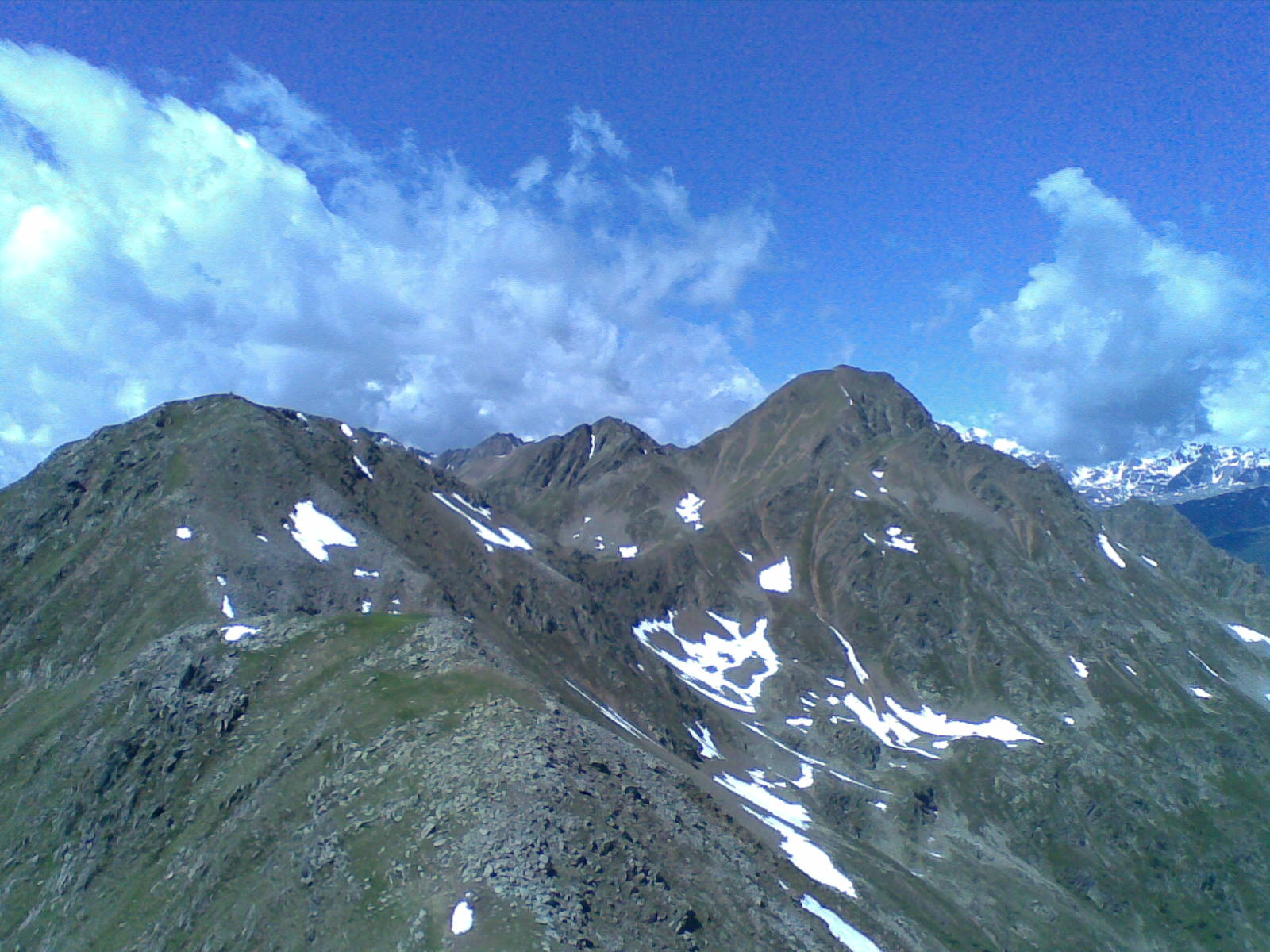
Vedetta Alta

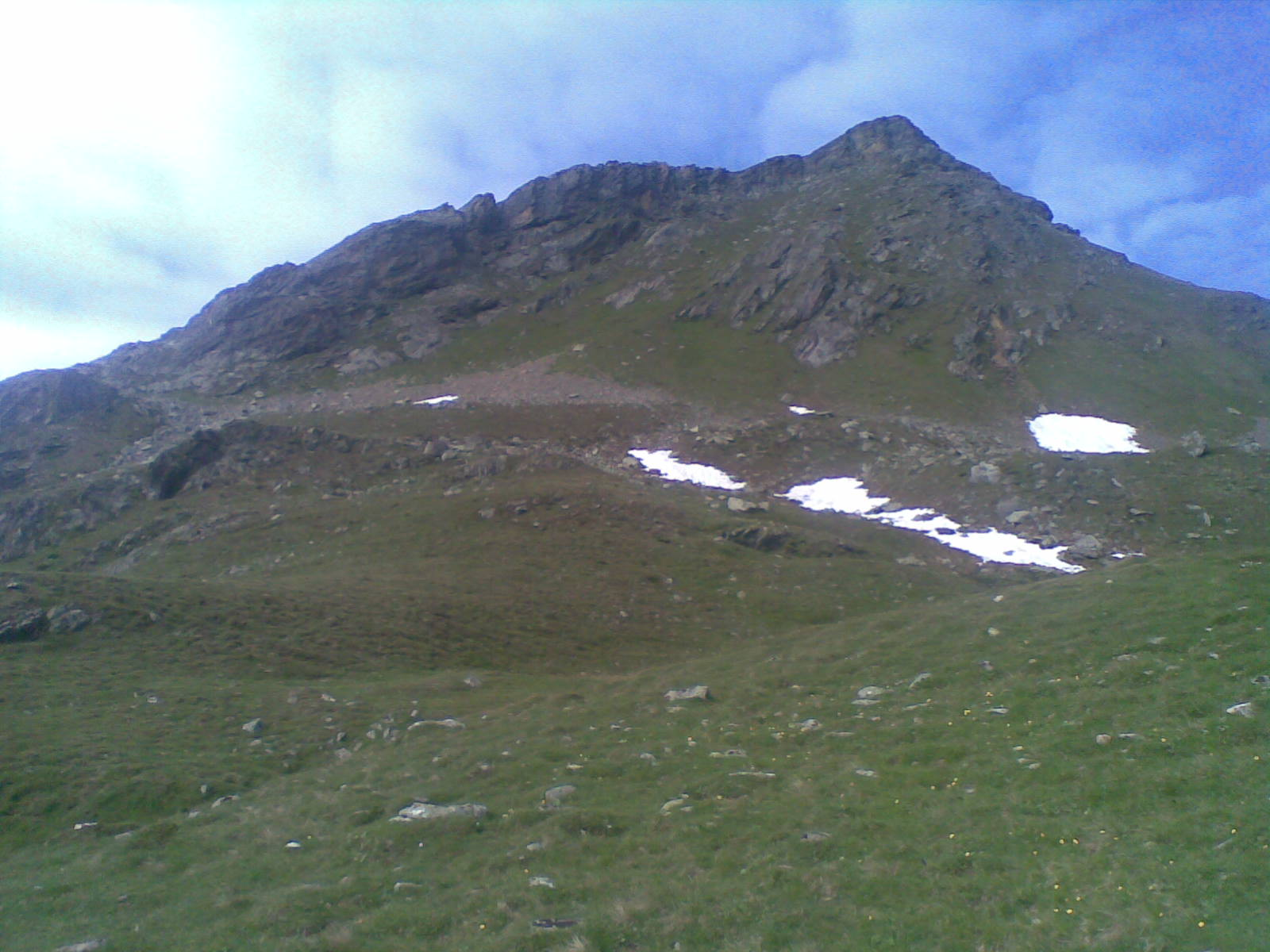
Castel Pagan

- a nord-est con le Alpi Sarentine (nelle Alpi Retiche orientali) e separate dal corso del fiume Adige,
- ad est con le Dolomiti di Fiemme (nelle Dolomiti) e separate dal corso del fiume Adige,
- a sud con le Dolomiti di Brenta (nella stessa sezione alpina) e separate dalla val di Non e dalla val di Sole,
- ad ovest e nord-ovest con le Alpi dell'Ortles (nella stessa sezione alpina) e separate dal Passo di Rabbi.

In dettaglio i limiti geografici restano: Passo di Rabbi, Val d'Ultimo, fiume Adige, Bolzano, fiume Adige, Val di Non, Lago di Santa Giustina, Val di Sole, Val di Rabbi e Passo di Rabbi.

## Suddivisione

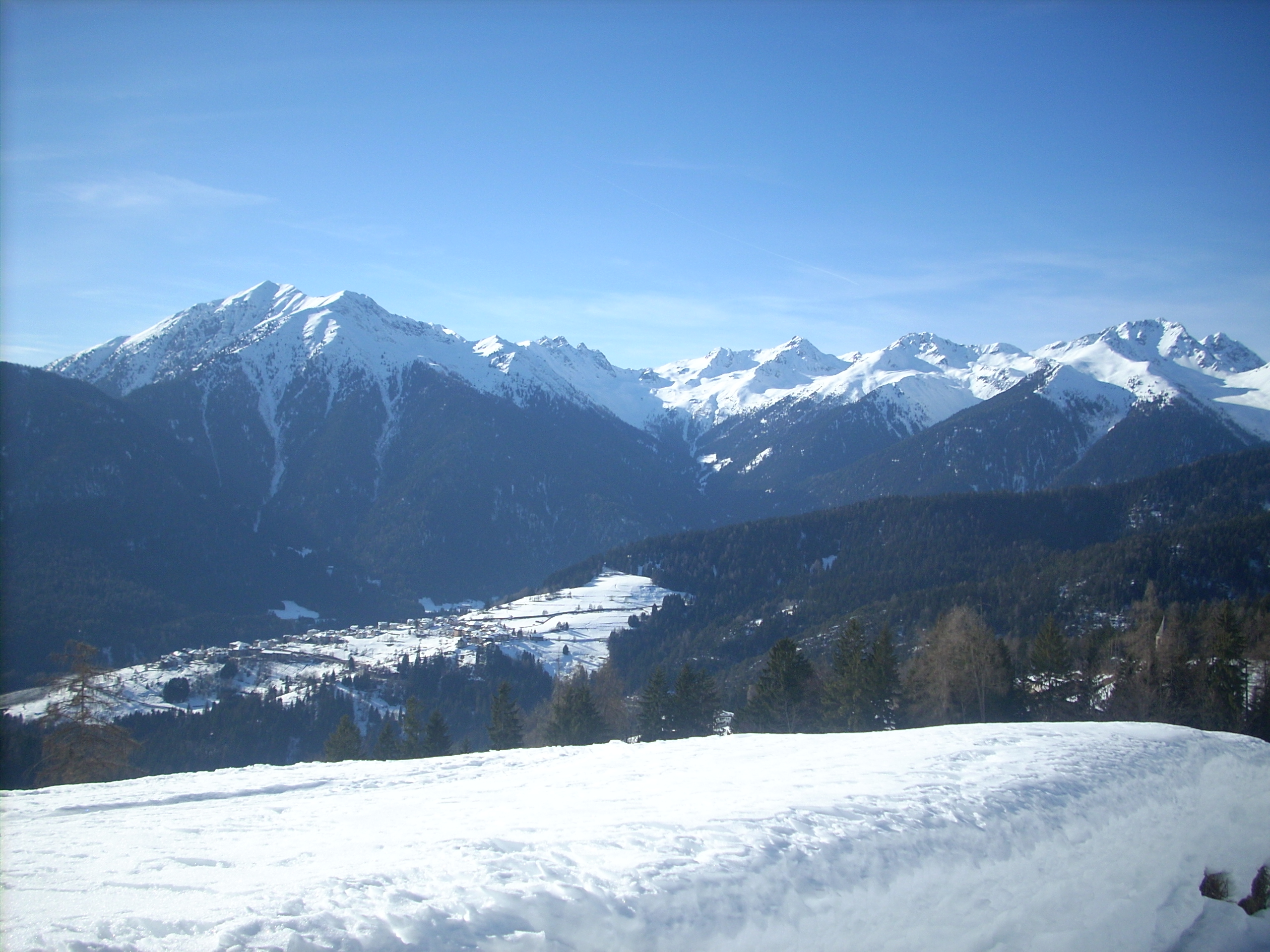
Scorcio sulla Catena delle Maddalene.

Le Alpi della Val di Non si suddividono in un supergruppo, due gruppi e quattro sottogruppi (tra parentesi il codice SOIUSA del supergruppo, dei gruppi e dei sottogruppi):
- Catena Olmi-Luco-Roen (A)
  - Gruppo Olmi-Luco (A.1)
    - Costiera Olmi-Vedetta Alta (A.1.a)
    - Costiera del Monte Luco (A.1.b)

  - Gruppo Roen-Macaion (A.2)
    - Costiera del Macaion (A.2.a)
    - Costiera del Roen (A.2.b).

In particolare si può notare che il Gruppo Olmi-Luco costituisce la Catena delle Maddalene e che il Gruppo Roen-Macaion viene anche detto Costiera della Mendola. I due gruppi sono separati dall'alta Val di Non, Passo delle Palade e dalla Val di Prisciano.

## Vette
Le vette principali delle Alpi della Val di Non sono:
- Punta di Quaira - 2752 m
- Cima Tuatti - 2701 m
- Cima Stubele - 2668 m
- Cima Olmi - 2656 m
- Cima Binasia - 2644 m
- Vedetta Alta - 2627 m
- Castel Pagan - 2.608 m
- Monte Luco - 2434 m
- Monte Roen - 2116 m
- Monte Macaion - 1886 m
- Corno di Tres - 1817 m
- Penegal - 1737 m
- Monte Ozol - 1556 m
- Monte di Mezzo - 680 m